# فردیناند شوال

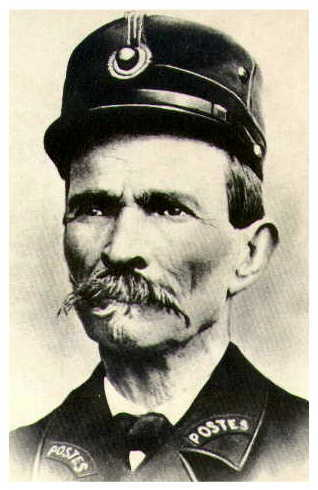
فردیناند شوال

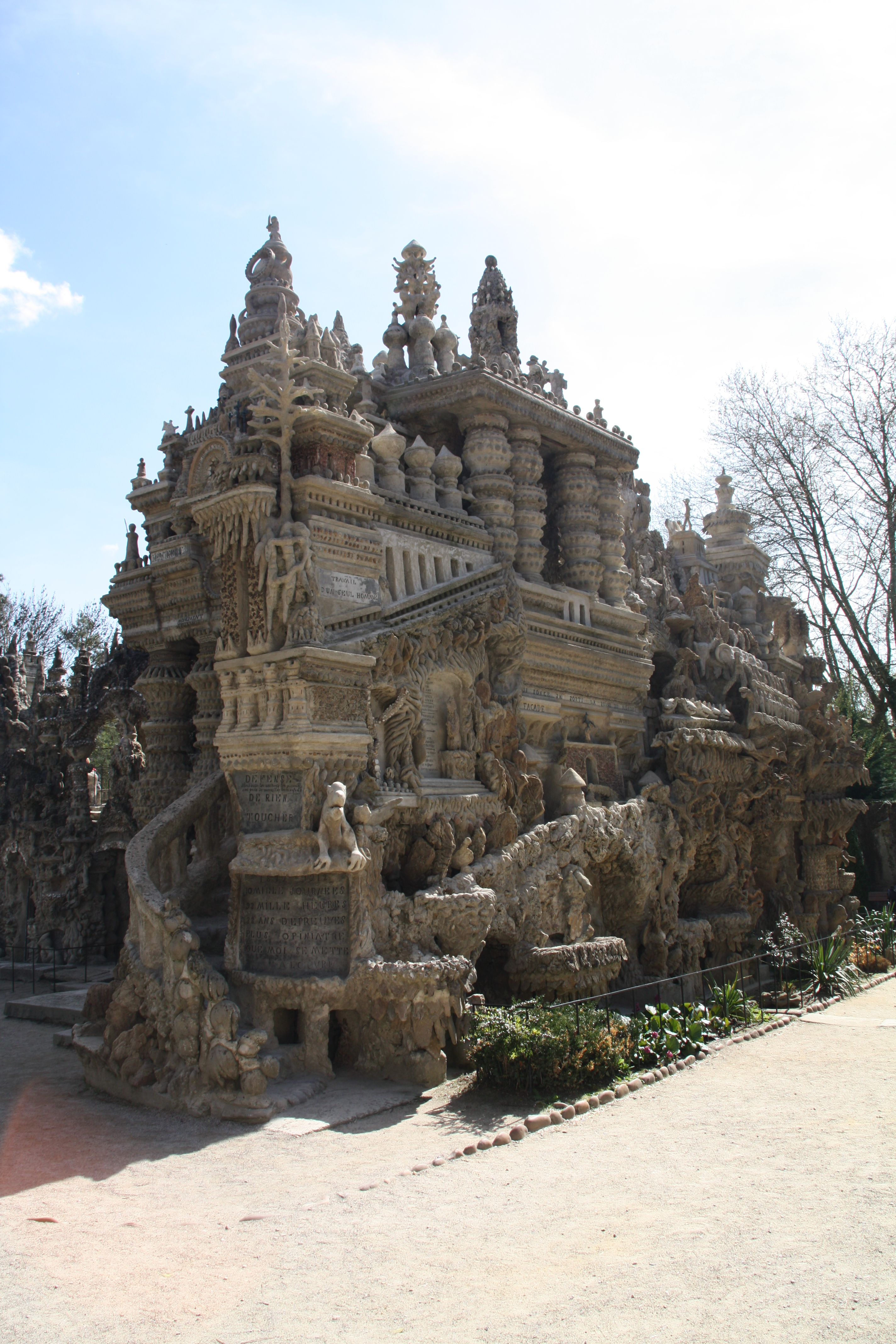
کاخ ایده‌آل

فردیناند شوال (۱۹ آوریل ۱۸۳۶ – ۱۹ اوت ۱۹۲۴) پستچی فرانسوی بود که سی و سه سال از عمر خود را صرف ساختن کاخ ایده‌آل ("Le Palais idéal") در شهر کوچک هاتریو در فرانسه کرد. کاخ به عنوان نمونه ای خارق‌العاده از معماری هنری ساده لوحانه قلمداد می‌شود.
ارتفاع سه سنگ غول پیکر 10.5متر

## زندگی‌نامه
جوزف فردیناند شوال، معروف به Facteur Cheval (پستچی / پستچی شوال) در یک خانواده کشاورز فقیر متولد شد. وی در سن ۱۳ سالگی مدرسه را رها کرد تا شاگرد نانوایی شود، اما سرانجام پستچی شد.
در سال ۱۸۵۸، شوال با همسر اول خود، روزالین ریوول ازدواج کرد. آنها با هم صاحب دو پسر به نام‌های ویکتورین جوزف فرناند (۱۸۶۴) و فردیناند سیریل (۱۸۶۷) شدند. ویکتورین تنها یک سال پس از تولد در سال ۱۸۶۵ درگذشت. همسر اول او روزالین در سال ۱۸۷۳ درگذشت. پنج سال بعد شوال با کلر-فیلومن ریچود آشنا شد و با او ازدواج کرد. به دلیل ازدواج او با کلر، این زوج جدید مالک زمینی شدند که به عنوان هدیه عروسی به آنها واگذار شد؛ یعنی همان زمینی که کاخ ایده‌آل امروز در آن قرار دارد. بعداً در همان سال، کلر دختر آنها آلیس-ماری-فیلومن را به دنیا آورد. آلیس در سال ۱۸۹۴ در سن ۱۵ سالگی درگذشت. مرگ آلیس بیشترین ضربه را به شوال وارد کرد و او آخرین فرزندی بود که می‌توانست داشته باشد. هجده سال بعد، پسرش سیریل و همسر دوم او، کلر، به ترتیب در دو سال پیاپی در سالهای ۱۹۱۲ و ۱۹۱۴ درگذشتند.

## کاخ ایده‌آل

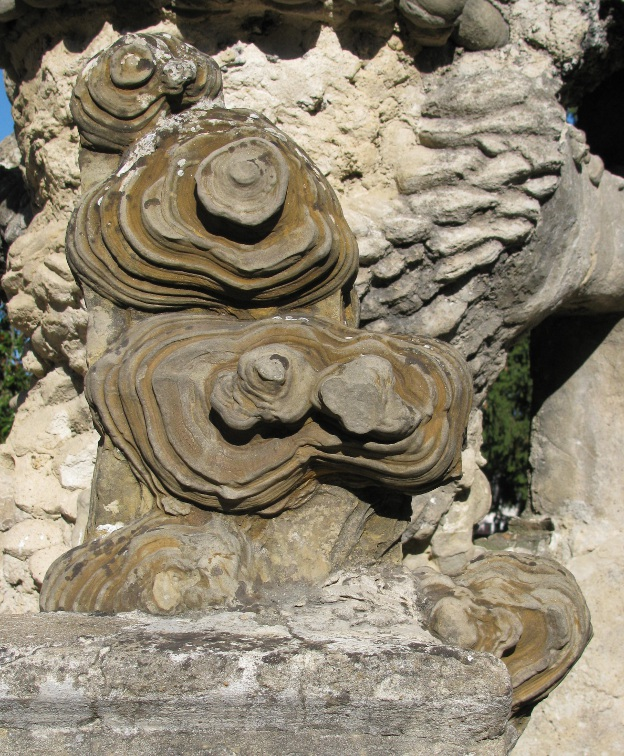
نقطه شروع: سنگی با شکل غیرمعمول که شوال در آن با پا فرورفت

شوال ساختمان را در آوریل ۱۸۷۹ هنگامی که ۴۳ ساله بود شروع کرد. به گفته او: من خیلی سریع راه می‌رفتم که پایم به چیزی گرفت که باعث لغزش من در فاصله چند متری شد، من می‌خواستم علت آن را بدانم. در خواب من یک کاخ، قلعه یا غار ساخته بودم، نمی‌توانم خیلی واضح آن را به یا آورم.
از ترس اینکه مورد تمسخر قرار نگیرم به کسی در این باره نگفتم بعد پانزده سال بعد، وقتی خوابم را تقریباً فراموش کرده بودم، وقتی اصلاً به آن فکر نمی‌کردم، پاهایم آن را به من یا آوری می‌کردند
پایم روی سنگی لرزید که تقریباً باعث سقوط من شد. می‌خواستم بدانم که آن چیست؟ سنگ چنان شکل عجیبی داشت که دلم می‌خواست همیشه جلوی چشمم باشد برای همین آن را در جیبم گذاشتم.
روز بعد، به همان مکان برگشتم. سنگهای بیشتری پیدا کردم، حتی زیباتر، آنها را درجا جمع کردم. این سنگ ماسه ای است که توسط آب شکل گرفته و با قدرت زمان سخت شده‌است. مثل سنگریزه سخت می‌شود. این یک مجسمه به قدری عجیب است که تقلید از آن برای انسان غیرممکن است، نمایانگر هر نوع حیوان، هر نوع کاریکاتور است. با خودم گفتم: از آنجا که طبیعت مایل است مجسمه‌سازی کند، پس من هم سنگ‌تراشی و معماری را انجام می‌دهم.
برای سی و سه سال آینده، شوال در طول پست روزانه خود سنگهایی را برداشت و آنها را به خانه برد تا کاخ ایده‌آل را بسازد. او بیست سال اول را صرف ساخت دیوارهای خارجی کرد. در ابتدا سنگ‌ها را در جیب‌های خود حمل کرد و سپس در یک سبد خرید می‌ریخت. و در نهایت، او از یک چرخ دستی استفاده می‌کرد. او شبهای زیادی را زیر نور چراغ نفتی به ساخت کاخ ایده‌آل مشغول بود. کاخی برای آلیس می‌ساخت و همیشه داستان‌هایی از مشرق زمین برای او در حین ساخت کاخ تعریف می‌کرد.
مواد کاخ عمدتاً از سنگها (رودخانه شسته شده)، سنگریزه‌ها، توفا متخلخل و فسیل‌هایی با اشکال و اندازه‌های مختلف تشکیل شده‌است. هنگامی که یک بازدید کننده برای اولین بار از کاخ بالا می‌آید، اولین چهره ای که می‌بیند نمای جنوبی است. طول تقریبی ۲۶ متر و ارتفاع آن تا ۱۰ متر است. این دکوراسیون به جنبه‌های Brighton Pavilion و Gaudí 's Sagrada Família شباهت دارد. شوال سفر نکرد و حتی به خود لقب دهقان را داده بود، بنابراین حتی اگر این خصوصیات به آن قطعات هنری شباهت دارد، او هرگز آنها را ندیده بود. سه سنگ غول پیکر، هر کدام با چهره‌هایی شبیه عروسک، با ارتفاع حدود ۱۰٫۵ سانتی‌متر، نه تنها به عنوان تزئین بلکه به عنوان یک سیستم پشتیبانی از برج باربری عمل می‌کنند، با یک راه پله مارپیچ ظریف که با قوهای ساخته شده از سیمان به آن منتهی می‌شود. سنگهای بلند ورسینگتوریکس، ارشمیدس و سزار نامگذاری شده‌اند. شوال هر یک از این نام‌ها را جداگانه با دست حک کرده‌است.
اگرچه شوال باعث شد که شهر هاتریو را در نقشه نیز قرار دهند اما مسولان شهری با درخواست وی مبنی بر دفن او کنار همسرش در کاخ مخالفت کردند. او در سال ۱۹۱۴ دوباره شروع به کار کرد و دومین اثر خود که از کاخ قبلی کوچک‌تر هم بود، در یک گورستان محلی ساخت. او ۸ سال را صرف ساخت سازه‌ای کرد که آن را «آرامگاه سکوت و آرامش ابدی» نامید. دو سال بعد از اتمام این اثر و درست چند روز بعد از این که او نوشتن زندگی‌نامه‌اش را به پایان رساند، شوال فوت کرد و در سازهٔ جدید خود به خاک سپرده شد.

## منابع

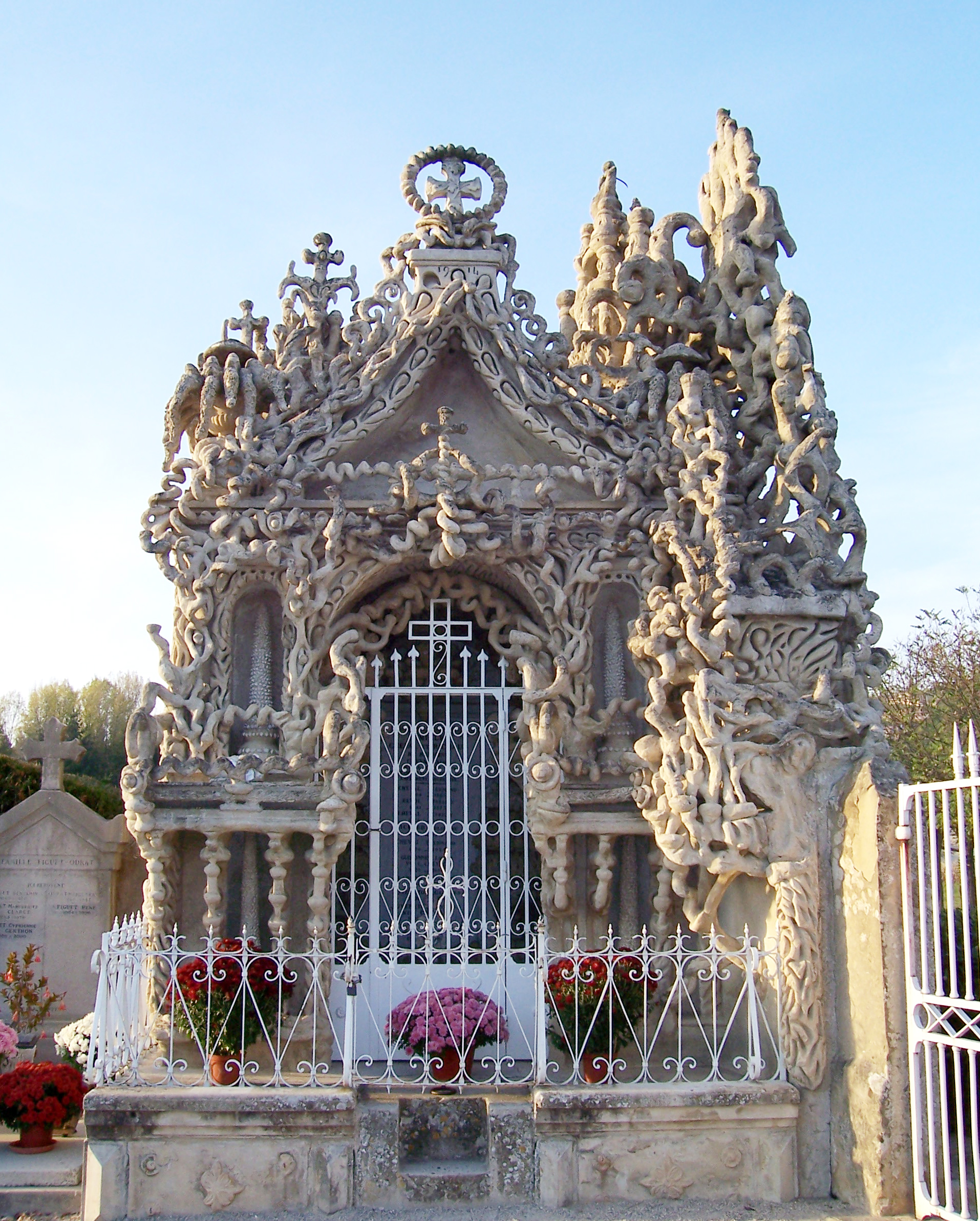
مقبره شوال.